# شازام!
شازام! هو فيلم بطل خارق أمريكي من عمل شركة دي سي كومكس وكابتن مارفل. يُعد هذا الفيلم هو الدفعة السابعة في عالم دي سي السينمائي. الفيلم من إخراج ديفيد ساندبيرغ ومن سيناريو هنري جايدين وقصة جايدين نفسه رفقة دارين. شارك في بطولة الفيلم مجموعة من النجوم بما في ذلك بيلي باتسون، زكاري ليفي، مارك سترونج، جاك ديلان غرازر، إيان تشن، جوفان أرماند، دجيمون هونسو وباقي الشخصيات. سيكون هذا أول فيلم منذ مسلسل عام 1941 مغامرات الكابتن الذي يدور بكامله حول شخصية أو بطل واحد.
بدأ تصوير الفيلم في وقت مبكر جداً (بدايات الألفية الثانية)، لكنه توقّف لسنوات طويلة بسبب ضُعف التمويل وغيرها من الأسباب. دخل الفيلم مرحلة ما قبل الإنتاج في عام 2008 خاصة بعد تعيين بيتر سيجال رفقة دواين جونسون للإشراف عليه لكن المشروع فشل بعد ذلك بعدة أيام. حاول طاقم الإنتاج والإخراج جلب كل من وليام غولدمان، أليك سوكولو، جويل كوهين وجون أوجوست من أجل المشاركة في مشروع الكتابة بالإضافة إلى نِقاط أخرى. أعلنت شركة وارنر بروس رسمياً عن موعد صدور الفيلم في عام 2014. تم التصوير الرئيسي للفيلم في تورونتو، أونتاريو بكندا كما تم التصوير في بعض الاستوديوهات الخاصة بحلول أيار/مايو 2018.
تم إصدار الفيلم في الولايات المتحدة في RealD 3D و Dolby Cinema و IMAX و 4DX و ScreenX في 5 أبريل 2019. حقق الفيلم نجاحًا في شباك التذاكر، حيث حقق 366 مليون دولار في جميع أنحاء العالم، وحصل على تقييمات إيجابية إلى حد كبير من النقاد، الذين أشادوا بتوجيه ساندبرج وعروض ليفي وانجل وجرازر، بالإضافة إلى نغمة الضوء بشكل عام والشعور بالمرح. ويليه الفيلم العرضي ادم الاسود والتكملة شازام: غضب الآلهة، الذي سيصدر في عام 2023.

## ملخص الفيلم
ينتقل بيلي باتسون الطفل البائس واليتيم والبالغ من العمر 14 سنة للسكن في منزل فوستر رفقة أسرة فاسكويز المكونة من أم وأب وخمس أطفال آخرون بالتبني. بعد يوم واحد من ذلك؛ يتفاجئ بيلي وهو يركب مترو الانفاق بقوى خفية تسحبه إلى عالم اخر في كهف يسكنه ساحر ينقل هذا الساحر قواه اليه حيث يصير بإمكانه التحول إلى بطل عملاق وخارق وبمجرد نطقه لكلمة «شازام» سيعود كطفل صغير وهكذا. يكتشف بيلي في وقت لاحق أن القوة التي حصل عليها لم تكن قوة عشوائية أو اعتباطية بل حصل عليها لهدف ما وهو محاربة الشر الذي يتجسد في شخصية الدكتور تداوس سيفانا الذي يُحاول هو الآخر السيطرة على بلاده ومن ثم على العالم باستعمال القوى التي يملكها لكن بيلي -وباستعمال كلمة شازام- يُواجهه ويُحاولُ جاهداً ثنيه عمّا يُحاول القيام به.

## القصة
في عام 1974 في شمال ولاية نيويورك، كان الشاب ثاديوس سيفانا يركب سيارة مع والده وشقيقه خلال عاصفة ثلجية عندما تم نقله فجأة إلى صخرة الأبدية، وهو معبد سحري في بعد آخر. هناك، قضى الساحر القديم شزام قرونًا في البحث عن شخص نقي القلب يمنحه قوته واسمه كبطل، بعد أن أطلق البطل السابق الخطايا السبع المميتة، التي قتلت بقية أعضاء مجلس السحرة. يتعرض ثاديوس لإغراء عين الخطيئة، التي يسمع من خلالها أصوات الخطايا المحاصرة في التماثيل الحجرية، ووعده بالقوة إذا كان سيحررها. يرى الساحر أن ثاديوس غير مستحق ويعيده بطريقة سحرية إلى السيارة، حيث يرفض والده وشقيقه المسيئين تصديق قصته، ويؤدي الإساءة اللفظية من والده وعدم الانتباه إلى وقوع حادث يؤدي إلى إصابة والده بالشلل من الخصر إلى أسفل وشقيقه ومنه يلوم ثاديوس.
ترسل الجطايا رسالة إلى ثادوس عبر لعبة 8-Ball تخبره بالعثور عليها. في فيلادلفيا الحالية، يهرب الطفل الحاضن بيلي باتسون البالغ من العمر 14 عامًا باستمرار من دور الحضانة للبحث عن والدته التي انفصل عنها أثناء وجوده في الكرنفال قبل عشر سنوات. يقفل بعض ضباط الشرطة في متجر ويستخدم أجهزة الكمبيوتر الخاصة بهم لمحاولة العثور على والدته وهو أمر فاشل. تم وضعه في منزل جماعي يديره فيكتور وروزا فاسكيز، مع خمسة أطفال آخرين بالتبني: ماري برومفيلد، وبيدرو بينيا، ويوجين تشوي، ودارلا دودلي، والأبطال الخارقين فريدي فريمان. في هذه الأثناء، نجح سيفانا المرير، من خلال التقارير العديدة عن التجارب المماثلة له، في سعيه المستمر لإيجاد طريق للعودة إلى صخرة الأبدية من خلال رسم الرموز السبعة على الباب. يسرق عين الخطيئة، ليصبح سفينة الخطايا، أفضل الساحر، ويستخدم قوته المكتشفة حديثًا لقتل والده وشقيقه ومجلس إدارة شركة سيفانا.
في المدرسة، يدافع بيلي عن فريدي من المتنمرين ويتم مطاردته في مترو أنفاق، حيث يتم نقله إلى صخرة الأبدية. يختار الساحر بيلي ليكون بطله الجديد: بقوله اسم «شزام»، يتحول بيلي إلى بطل خارق بالغ. يتحول الساحر إلى غبار، تاركًا عصاه السحرية وراءه. في المنزل، ينتقل فريدي إلى ثقة بيلي ويساعده على استكشاف قواه المكتشفة حديثًا، والتي تشمل القوة الفائقة والسرعة، وشبه الحصانة، والتلاعب بالكهرباء. بقوله «شزام» مرة أخرى، يمكنه العودة إلى جسده الطبيعي. ينشر فريدي مقاطع فيديو سريعة الانتشار للبطل الخارق الجديد، ويبدأ بيلي في تخطي المدرسة لاستخدام قواه في السعي وراء المال والشهرة، مما يجهد صداقته مع فريدي. عندما يعرض بيلي للخطر عن طريق الخطأ ثم ينقذ حافلة مليئة بالناس، يواجهه سيفانا ويطالبه بالتخلي عن سلطاته. يكتشف بيلي أنه يستطيع الطيران ويتمكن من الهرب. يستنتج إخوته بالتبني أنه البطل الخارق ويكملون بحثه عن والدته التي تعيش في الجوار.
يندفع بيلي لرؤيتها، لكنه يشعر بالإحباط لمعرفة أنها تخلت عنه لأنها شعرت بعدم كفاية مهمة تربيته كأم عازبة ولم تعد تريده في حياتها. سيفانا يستنتج هوية بيلي ويأخذ أشقائه الحاضنين كرهائن. يوافق بيلي على نقل صلاحياته إلى سيفانا مقابل سلامتهم. يذهبون إلى صخرة الخلود لاستخدام طاقم المعالج لإجراء النقل، لكن الأطفال يتابعون ويهاجمون سيفانا. يلاحظ بيلي أن سيفانا يصبح ضعيفًا عندما تترك الخطايا السبع جسده. تلاحقهم سيفانا إلى كرنفال الشتاء وتطلق العنان للخطايا على الحشد. يتذكر بيلي كلمات الساحر، ويستخدم الطاقم لمشاركة سلطاته مع أشقائه، وتحويلهم إلى أبطال خارقين بالغين مثله. ثم يكسر العصا، ويقاتل إخوته الخطايا بينما يواجه بيلي سيفانا. من خلال استدراج الخطيئة الأخيرة، الحسد، يجعل بيلي سيفانا عرضة للخطر ويخرج عين الخطيئة من رأسه، ويستعيد كل الخطايا. يتم الترحيب ببيلي وإخوته كأبطال. يعيدون العين والخطايا إلى سجنهم ويدركون أن بإمكانهم استخدام صخرة الأبدية كمقر لأبطالهم الخارقين. يقبل بيلي أخيرًا والديه بالتبني وإخوته كأسرته «الحقيقية». في شكل بطله الخارق، تناول الغداء مع إخوته في المدرسة، وكشف لدهشة فريدي أنه دعا سوبرمان أيضًا.
في مشهد منتصف الاعتمادات، اقترب سيفانا المسجون من قبل كاتربيلر يتحدث، ويقترح تحالفًا.

## طاقم التمثيل
| الممثل/ة            | الدور                   | الشخصية | المرجع        |
| ------------------- | ----------------------- | --- | ------------- |
| آشر آنجل/زكاري ليفي | بيلي باتسون/كابتن مارفل | هو الصبي الذي يحصل على قوة خارقة فيُحاول استعمالها في الدفاع عن العالم من الأشرار.                                                                         | [ 6 ] [ 7 ]   |
| مارك سترونج         | تداوس سيفانا            | هو أذكى الرجال على قيد الحياة، يعمل كدكتور ويُحاول جاهدا استكشاف العلم إلى حد اليوم الذي سيصبح فيه قويا جدا وسيحاول السيطرة على العالم بكل ما أوتي من قوة. | [ 8 ]         |
| جاك ديلان غرازر     | فريدريك فريمان          | شقيق بيلي وهو شخص متحمس للغاية كما أنه الوحيد الذي يعلم أن بيلي هو كابتن مارفل نفسه.                                                                      | [ 9 ]         |
| دجيمون هونسو        | شازام                   | هو الشخص الذي يمنح بيلي تلك القوة الخارقة ويُخبره عن مدا تأثير كلمة شازام كما يحاول حثه على استخدام القوة التي بات يتمتع بها في الخير لا الشر.             | [ 10 ]        |
| نعمة فولتون         | مريم برومفيالد          | واحدة من شقيقات بيلي المُتبنيات في منزله الجديد | [ 11 ]        |
| إيان تشن            | يوجين شوي               | واحد من أشقاء بيلي المُتبنيين في منزله الجديد | [ 12 ]        |
| جوفان أرماند        | بيدرو بينيا             | واحد من أشقاء بيلي المُتبنيين في منزله الجديد |               |
| فايث هيرمان         | دارلا دادلي             | واحدة من شقيقات بيلي المُتبنيات في منزله الجديد | [ 13 ]        |
| كوبر أندروز         | فيكتور فازكيز           | والد بيلي بالتبني | [ 14 ]        |
| مارتا ميلانس        | روزا فاسكيز             | والدة بيلي غير البيولوجية | [ 15 ]        |
|                     | دور غير مُعلن            | دور غير مُعلن | [ 16 ] [ 17 ] |

يظهرُ في الفيلم جون جلوفر في دور السيد سيفانا الأب المنفصل للدكتور ثاديوس سيفانا والرئيس التنفيذي لشركة سيفانا للصناعات. لعب جلوفر دور البطولة في مسلسلات وأفلام أخرى من دي سي كوميكس: باتمات وذا نيو باتمان وسوبرمان في دور ريدلر ثمّ الدكتور جيسون وودرو في فيلم عام 1997 باتمان وروبن وليونيل لوثر والد ليكس لوثر في سمولفيل. تم اختيار ناتاليا سافران بدور السيدة سيفانا على الرغم من أن مشاهدها تم قطعها من الفيلم. جسّدت كارولين بالمر مارلين باتسون والدة بيلي البيولوجية. يصور واين وارد ولاندون دوك سيد شقيق ثاديوس سيفانا المتنمر كشخص بالغ ومراهق على التوالي، ويصور كارسون ماك كورماك وإيفان مارش بريت وبورك براير المتنمرين في مدرسة الأطفال. لعبت الممثلة لوتا لوستين دورة ووجة الدكتور لين كروسبي وهو باحثٌ يعمل مع الدكتور سيفانا الذي قتله. فيما يجسّد ويوفّر مصمم الصوت بيل آي دين صوتًا لدمية باتمان، بينما يظهر ريان هادلي بدور مزدوج لسوبرمان ولا تُرى شخصيته إلا من الرقبة إلى أسفل نظرًا لعدم توفر هنري كافيل لتصوير المشهد. اعتُمد على شبيه دواين جونسون في الصورة الثلاثية الأبعاد التي تم إنشاؤها بطريقة غامضة لـ بلاك آدم والتي يستحضرها الساحر شازام أثناء تعليمه لبيلي تاريخ صخرة الخلود. ذا سيفن ديدلاي سينس هو فريق خارق من الأشرار يتألف من شياطين الكبرياء والحسد والجشع والشهوة والغضب والشراهة والكسل - تم تصويرهم من خلال في بدلات التقاط الحركة أثناء التصوير، وتم تصويرها على الشاشة من خلال المؤثرات الخاصة بالحاسوب. تم تقديم أصواتهم بشكل جماعي من قبل الممثلين ستيف بلوم ودارين دي بول وفريد تاتاسكيور. في ظهور إيستر إيغ، أعادت أندي أوشو دورها كعاملة اجتماعية إيما جلوفر من فيلم ساندبرج الأول إطفاء الأنوار.

## الإنتاج

### التطوير
بدأت نيو لاين سينما بتطوير شازام! الفيلم الروائي الطويل في أوائل العقد الأول من القرن الحادي والعشرين مع مسودات سيناريو متعددة من تأليف ويليام جولدمان وفريق أليك سوكولو وجويل كوهين وبريان جولوبوف وجون أوغست. كان السيناريو الذي كتبه أوغست والذي دخل مرحلة ما قبل الإنتاج في عام 2008 عبارة عن كوميديا أكشن ركزت على قصة أصل البطل ثم عُرف باسمه الأصلي الكابتن مارفل، وشخصيته الصغيرة بيلي باتسون. عُيّن بيتر سيغال كمخرج، وكان دواين جونسون في محادثات للظهور في الفيلم في دور آدم الأسود.
بعد نجاح فيلم وارنر باتمان فارس الظلام والفشل التجاري لمتسابق السرعة وكلاهما صدرا خلال صيف عام 2008، غادر أوغست المشروع مشيرًا إلى ضغط الاستوديو لجعل السيناريو أكثر قتامة وأكثر جديّة. في أغسطس 2009 كُلّف بيل بيرش وجيف جونز الكاتب البارز في دي سي كوميكس بكتابة السيناريو بينما ظل سيغال كمخرج. في أغسطس 2010 نظر الاستوديو في إلغاء الفيلم المسرحي لصالح سلسلة من الأحداث الحية لشبكة التلفزيون في أوقات الذروة. في ديسمبر 2013 صرح سيغال أن الفيلم لن يحدث حيث أصبحت أوجه التشابه بين الكابتن مارفل وسوبرمان عقبة بعد الإصدار الناجح لفيلمـ الرجل الفولاذي في وقت سابق من ذلك العام.
بينما كان الفيلم قيد التطوير، أعادت دي سي كوميكس تشغيل امتياز الكتاب الهزلي كجزء من إعادة إطلاقهِ الجديدة في عام 2012. نظرًا لتعارض العلامات التجارية مع مارفل كوميكس الذي امتلك العلامة التجارية لكابتن مارفل للاستخدام مع شخصيته الخاصة التي تحمل الاسم نفسه، أعادت دي سي تسمية شخصية كابتن مارفل شازام في ذلك الوقت. لقد طُلب من دي سي تسويق الشخصية والترويج لها باستخدام العلامة التجارية شازام! وذلك منذ الحصول على حقوق النشر من فاوسيت كويمكس عام 1972. نشأ الكابتن مارفل في فاوسيت في عام 1939، لكنه سقط في طي النسيان بعد عام 1953 بعد معركة قانونية طويلة مع دي سي حول أوجه التشابه بين كابتن مارفل وسوبرمان.
في أبريل 2014 كشفت شركة وارنر بروس عن قائمة أفلامها القادمة بناءً على خصائص دي سي كوميكس: شازام! و100 رصاصة. عُيّن الفيلم مؤقتًا للإصدار في يوليو 2016. صرح دواين جونسون بأنه سيلعبُ دور البطولة في فيلم شازام! في شهر أغسطس من ذلك العام، لكنه لم يحسم بعد بين تصوير شازام أو بلاك آدم. في سبتمبر تم اختيار جونسون باعتباره بلاك آدم (أو آدم الأسود) بينما تم تعيين دارين ليميكي لكتابة السيناريو. في يناير 2017 تم التعاقد مع هنري جايدن لإعادة كتابة نص ليمكي. في فبراير 2017 أجرى دافيد ساندبيرغ محادثات مع الاستوديو لتوجيه شازام!، بينما كان دواين جونسون من المقرر أن يلعب دور البطولة في فيلم منفرد لبلاك آدم بدلاً من الظهور كشرير في شازام!، في حين أصبح الدكتور سيفانا وهو عدو آخر لشازام هو شزام! الشرير الرئيسي في الفيلم.
بحلول يوليو 2017 بدأ الاستوديو في التطوير النشط على شازام! وتم تثبيت ساندبيرغ كمخرج وسيبدأ الإنتاج في أوائل عام 2018. نقل دواين جونسون أن فريقًا إبداعيًا مختلفًا شارك الآن عما كان عليه عندما وقع على الفيلم لأول مرة. بعد أن تم اختياره كبطل، صرح زاكاري ليفي في مقابلة: «الفكرة هي أنه سيبدو مثل فيلم كبير، لكن مع قوى خارقة» وذلك عندما سُئل عن الاتجاه الذي تسير فيه أفلام دي سي فيلمز ونيو لاين سينما مع شازام!. صرحت شركة وارنر بروس أن الفيلم سيعتمد على فيلم 2012–2013 فرقة العدالة للكاتب جيف جونز والفنان جاري فرانك، والذي يروي نسخة حديثة من أصل شازام.
في أغسطس 2017 صرح المخرج دافيد ساندبيرغ أن الفيلم سيكون التالي للتصوير في عالم دي سي، وبحلول نهاية الشهر كان قد بدأ الإنتاج المسبق. بحلول أكتوبر 2017 تمت إضافة المصور السينمائي ماكسيم ألكساندر ومصممة الإنتاج جينيفر سبينس التي عملت سابقًا مع ساندبرج في آنابيل: التكوين إلى الإنتاج. في الشهر التالي تم التعاقد مع منسق الحركة في فيلم أكوا مان كايل غاردينر للعمل على تسلسل الحركة في الفيلم. أُعلن في 12 يناير 2018 عن تاريخ إصدار الفيلم في 19 أبريل 2019 وانتقل لاحقًا إلى 5 أبريل.

### تجارب الأداء

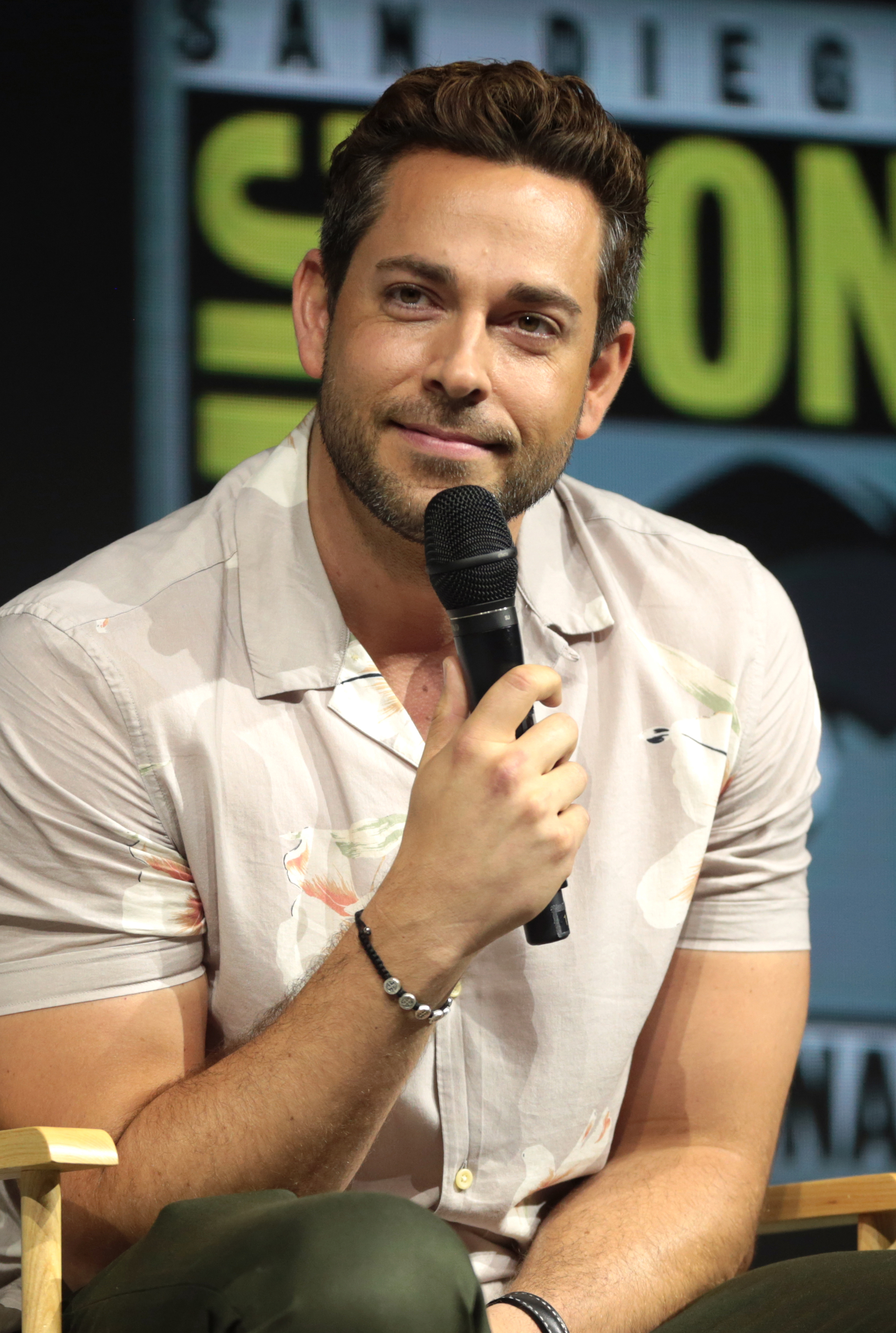
زاكاري ليفي في سان دييغو كومك كون إنترناشونال عام 2018

بدأت في أغسطس 2017 عملية اختيار الممثلين الذين سيُشاركون في تصوير فيلم شازام!. صرح ساندبرج في مقابلة أنه بدلاً من إزالة شيخوخة الممثل باستخدام المؤثرات الخاصة أو الصور التي يتم إنشاؤها بواسطة الكمبيوتر فإنه سيختار ممثلًا بالغًا لدور الشخصية الرئيسية. جرى اختبارُ كل من زكاري ليفي وجون سينا وزين هولتز وجاك ماكدورمان وديريك ثيلر وبيلي ماجنوسن لدور البطولة في الفيلم.
بحلول أكتوبر 2017 تم اختيار ليفي في الدور الرئيسي، وفي نوفمبر انضمت جريس فولتون إلى فريق التمثيل بدور ماري برومفيلد أحد أشقاء بيلي باتسون بالتبني. عمل فولتون سابقًا مع نفس المخرج في فيلم أنابيل. في وقت لاحق من ذلك الشهر كان مارك سترونج في المفاوضات النهائية للعب دكتور سيفانا. أكد سترونج أنه سيلعب الدور بحلول يناير 2018. بحلول تشرين الثاني (نوفمبر) 2017، تم اختيار آشر أنجل لتأدية دور بيلي باتسون. في ديسمبر تمت إضافة جاك ديلان جرازر إلى فريدي فريمان أفضل صديق لباتسون. في وقت لاحق من ذلك الشهر، تم تمثيل جوفان أرماند، وإيان تشين وفايث هيرمان وكوبر أندروز في دور بيدرو بينيا ويوجين تشوي ودارلا دودلي على التوالي، مع تأدية أندروز فيكتور فاسكيز دور أحد والدي بيلي باتسون بالتبني.
بحلول يناير 2018 دخل رون سيفاس جونز في المحادثات للعب دور الساحر شزام الذي منح باتسون سلطاته. في وقت لاحق من ذلك الشهر، انضمت الممثلة الإسبانية مارتا ميلانس إلى فريق التمثيل للعب دور روزا فاسكيز إحدى الآباء بالتبني في المنزل الذي يعيش فيه بيلي. وبحلول نهاية يناير 2018 كشفت الممثلة لوتا لوستين زوجة المخرج ديفيد إف ساندبرج أن لها دورٌ في الفيلم. في 23 أبريل 2018 أُعلن عن انضمام روس بتلر إلى فريق التمثيل. بحلول يوليو حلَّ دجيمون هونسو محل جونز في شازام بسبب وجود تضارب في المواعيد مع جونز. كان هنري كافيل في محادثات لإعادة تمثيل دوره كسوبرمان من أفلام دي سي السابقة لكنه لم يكن قادرًا على ذلك بسبب الجدولة.

### التصوير
بدأ التصوير الرئيسي لشازام! في تورنتو وهاملتون، في أونتاريو بدولة كندا في 29 يناير 2018، واختتمت في منتصف مايو 2018. صُوّر الفيلم أيضًا في فيلادلفيا، ببنسلفانيا، وصُوّر معظم الإنتاج في استوديوهات باينوود تورنتو وكذلك في العديد من المواقع العامة في جميع أنحاء المدينة بما في ذلك جامعة تورنتو ومركز تسوق وودباين ومحطة هيرن. صُوّر في أوائل مارس 2018 في موقع فورت يورك التاريخي في وسط مدينة تورونتو. بحلول أوائل مايو 2018 كان آشر أنجل من بين أعضاء فريق العمل الشباب الآخرين قد انتهى من تصوير الجزء الخاص به، وتمَّ التصوير الرئيسي في 11 مايو 2018. تم إجراء عمليات إعادة التصوير والتصوير الفوتوغرافي الإضافي في تورنتو بين نوفمبر، وديسمبر 2018. صُوّرت مشاهد أخرى في متحف فيلادلفيا للفنون بالإضافة إلى أعمال الموقع الأخرى مثل لقطات الأفق واللقطات الجوية في مدينة فيلادلفيا في ديسمبر 2018. كان لدى الفيلم ميزانية إنتاج بلغت 90-100 دولار مليون، (وحوالي 102 دولار  بمجرد اكتمال مرحلة ما بعد الإنتاج)، مما يجعله أقل فيلم دي سي تكلفة حينها.

### مرحلة ما بعد الإنتاج
عمل مساعد ديفيد ف. ساندبرج مرتين؛ ميشيل ألير كمحرر لفيلم شازام!. كان مايك واسل (هلبوي II: ذا غولدن أرمي والسرعة والغضب) وكيلفين ماكلوين (أكوا مين) المشرفين العامين على المؤثرات البصرية للفيلم. قدمت استوديوهات في في إكس لشركة تكنيكولور السيد إكس (المعروف بعملهِ في ذا شايب أوف واتر وترون: الإرث) وشركة موفينغ بيكتشر التي تخصَّصت في مجال المؤثرات البصريّة. عملت روديو إف إكس ودي إن إي جي وديجيتال دومين ورايز إف إكس أيضًا على المؤثرات البصريّة.

## الموسيقى
في 21 يوليو 2018 تم الإعلان عن بنيامين والفيش كملحن لفيلم شازام وهو ثالث تعاون له مع المخرج دافيد ساندبيرغ بعد تسجيله سابقًا لـفيلم أنابيل. قدم والفيش أيضًا موسيقى إضافية لفيلم باتمان ضد سوبرمان: فجر العدالة وهو الفيلم الثاني في عالم دي سي السينمائي.
استشهد والفيش بجون ويليامز وعشرات من أفلام أمبلين إنترتاينمنت في الثمانينيات كمصدر إلهامٍ لفيلم شازام! لتتناسب مع نغمة فيلم عن "بطل خارق من المدرسة القديمة من العصر الذهبي. ذكر والفيش أنه «يتصور ما يمكن أن يحدث إذا تم وضع طفل يبلغ من العمر 14 عامًا أمام أوركسترا من 100 قطعة وأُخبر أنه لا توجد حدود ... أردت أن تبدو النتيجة وكأنها ربما كتبها طفل مفعم بالحيوية يقضي وقتًا من حياته مع أوركسترا.»

## التسويق

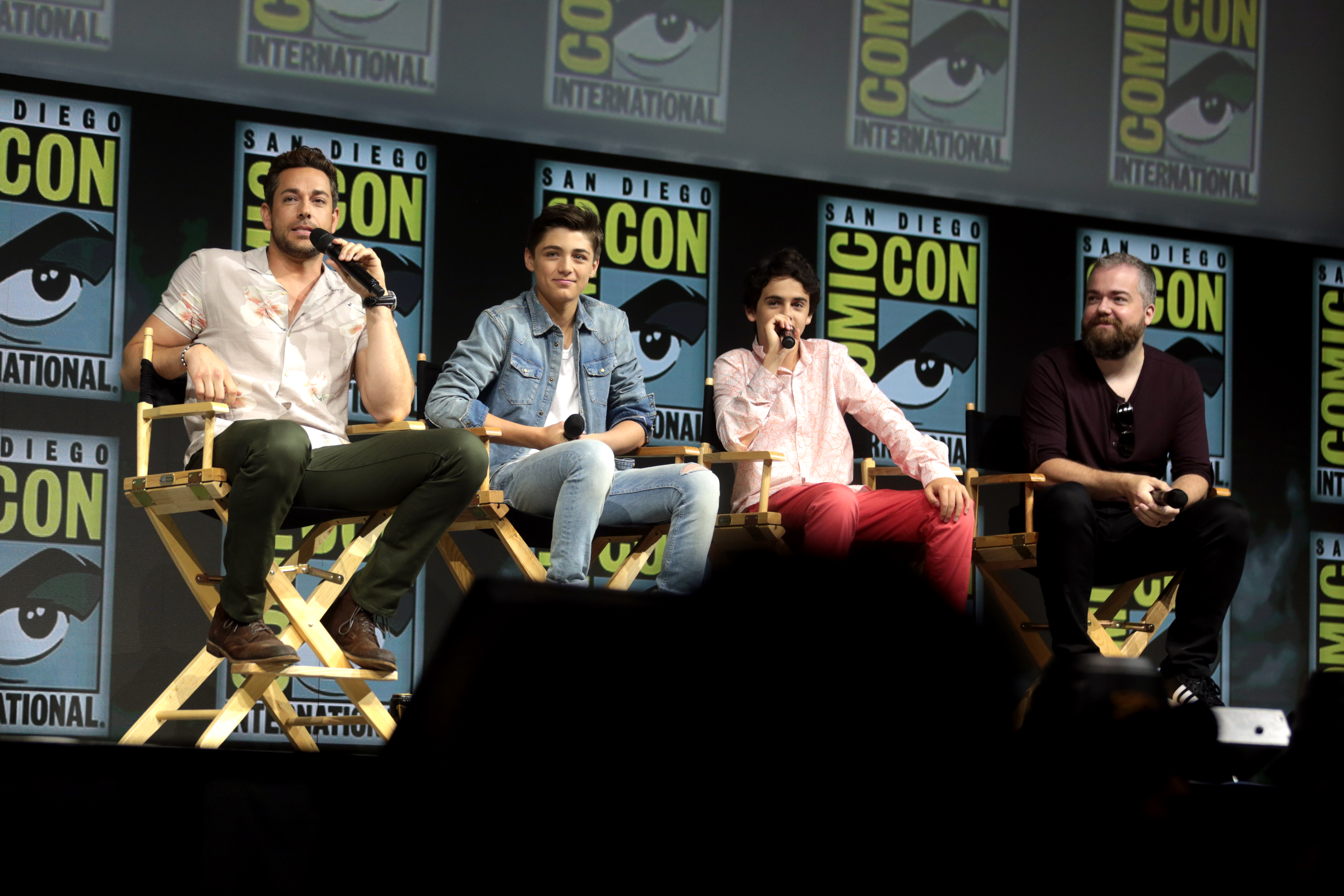
زكاري ليفي وآشر أنجل وجاك ديلان غرازر وديفيد ساندبيرغ خلال الترويج لفيلم شازام! عام 2018 في سان دييغو كومك كون إنترناشونال

عُرض الفيلم في أبريل 2018 في مؤتمر سينما كون في لاس فيجاس بولاية نيفادا، حيث قدم المخرج ديفيد إف ساندبرج لقطات من وراء الكواليس. خلال مقابلة مع ريان كونولي في يونيو 2018، صرح ساندبرج قائل: «في هذا المقطع كان الأمر أشبه بـ: نعم أريد أن يكون هذا فيلمًا كلاسيكيًا للأبطال الخارقين ... لذلك هناك الكثير من الأجزاء الخارجية المظلمة ولكن مع الكثير من الأضواء الملونة والأشياء من حولهم.» في 21 يوليو 2018 تم عرض أول مقطع ترويجي ودعائي للفيلم في سان دييغو كومك كون إنترناشونال حيث شارك الحضور ساندبرج وزاكاري ليفي وآشر أنجيل وجاك ديلان جرازر، كما تم إصدار المقطع الدعائي لاحقًا عبر الإنترنت. لقي استجابة إيجابية من الصحفيين والجمهور الذين أشادوا بنبرته الفكاهية والمضحكة.
ظهرت لقطات جديدة من الفيلم لأول مرة في برازيل كوميك كون في ساو باولو في 9 ديسمبر 2018 مع بعض التي وُصفت من قِبل الحضور على أنها مليئة بالإثارة. تم إصدار مقطع دعائي جديد في 4 مارس وتم تضمين نظرة خاطفة مدتها ثلاث دقائق مع الوسائط المنزلية الرقمية لأكوا مان. أصبحَ في 24 مارس 2019 كان الراعي الأساسي لفيلم شازام! هو أريك الميرولا وفورد موستانغ. إجمالاً أنفق الاستوديو حوالي 105 دولارات مليون في الترويج للفيلم.

## التوزيع

### المسرحي
أعلنت شركة وارنر بروس في 13 مارس 2019 أنها تعاونت مع شركة فاندانغو قبل أسبوعين من الإصدار الرسمي (23 مارس) من أجل عرض الفيلم على شاشة دائريّة كبيرة. عُرض الفيلم لأول مرة في تورونتو في 15 مارس 2019، وتم إصداره في الولايات المتحدة بواسطة وارنر بروس. الصور بتنسيقات ريل دي ثري دي ودولبي يينما وفور دي إكس وآيماكس وسكرين إكس وآيماكس في 5 أبريل 2019.

### الرقمي
صدر الفيلمُ رقميًا في 2 يوليو 2019 وتم إصداره على بلو راي ودي في دي في 16 يوليو. تتضمن الإصدارات الرقمية وإصدارات بلو راي سمات من وراء الكواليس ومشاهد محذوفة. تم عرض الفيلم على وسائل الإعلام المحلية في المملكة المتحدة في 12 أغسطس 2019. اعتبارًا من 19 يونيو 2020 حقق الفيلم 8.2 دولار مليون دولار في مبيعات دي في دي و20.9 دولار مليون في مبيعات بلو راي بإجمالي يقدر بـ 29.2 دولار مليون في مبيعات الفيديو المحلية.

## الاستقبال

### شباك التذاكر
حقَّقَ شزام! 140.4 مليون دولار في الولايات المتحدة وكندا و225.6 مليون دولار في مناطق أخرى بإجمالي 366 دولار في جميع أنحاء العالم. كان من المقدر أن الفيلم يحتاج إلى إجمالي 235-250 مليون دولار في جميع أنحاء العالم من أجل تحقيق التعادل بين الإنفاق/الأرباح، وحسبت ديدلاين هوليوود أن الفيلم حقق أرباحًا صافية قدرها 74 مليون دولارًا عند احتساب جميع النفقات والإيرادات معًا.
صدر الفيلم جنبًا إلى جنب مع فيلم مقبرة الحيوانات في الولايات المتحدة وكندا وكان من المتوقع أن يصل إلى 40-50 مليون دولار أمريكي، من 4260 مسرح في عطلة نهاية الأسبوع الافتتاحية. قبل أسبوعين من صدوره، حقق الفيلم 3.3 مليون دولار من عروض فاندانغو المسبقة وهو أعلى من الـ 2.9 مليون دولار التي حققها فيلم أكوا مان في ديسمبر الماضي. حقق الفيلم 5.9 مليون دولار من عروض ليلة الخميس في 4 أبريل بمجموع بلغَ 9.2 مليون دولار. حقق الفيلم إجمالي 20.5 مليون دولار في أول يوم عرض بما في ذلك عروض الخميس ولكن ليس عروض شهر مارس. جمع الفيلم في ظهوره الأول ما يصلُ إلى 53.5 مليون دولار ليُحقّق المركز الأول في شباك التذاكر. حقق الفيلم في نهاية الأسبوع الثاني 25.1 مليون دولار مع احتفاظه بالمركز الأول، قبل أن يطيح به الوافد الجديد لعنة لا يورونا في عطلة نهاية الأسبوع الثالثة. حقق في نهاية الأسبوع الرابع 5.8 مليون دولار وحصل على المركز الخامس في شباك التذاكر معَ باقي أفلام الأبطال الخارقين على غرار المنتقمون: نهاية اللعبة وكابتن مارفل.
عُرض الفيلم في 53 سوقًا في مناطق أخرى يومي الأربعاء (3 أبريل) والخميس (4 أبريل) وكان من المتوقع أن يجمع 100-120 مليون دولار. جمع الفيلم في اليومين الأولين من الإصدار الدولي 15.7 مليون دولار ليُحقّق المركز الأول في 48 من 53 سوقًا. تم إصداره بعد ذلك في 26 دولة إضافية بما في ذلك الصين حيث حقق 16.4 مليون دولار في أول يوم. استمر في الظهور الدولي لأول مرة جامعًا 102 مليون دولار وإجمالي بلغ 158.6 مليون دولار. حلَّ الفيلم في المرتبة الأولى في 60 من أسواقه الـ 79 حيث كانت الصين هي السوق الأكثر ربحًا (43.4 مليون دولار) ثمّ المكسيك (10.6 مليون دولار) فأستراليا (10.3 مليون مليون دولار) والمملكة المتحدة (15.3 مليون دولار) وروسيا (8.4 مليون دولار) ثمّ البرازيل (8.7 مليون دولار).

### النقد السينمائي
تلقى الفيلم آراء إيجابية بشكل عام من النقاد. حصل الفيلم على موقع Rotten Tomatoes على نسبة تقييمٍ بلغت 90٪ بمتوسط تقييم بلغت 7.30/10 بناءً على 406 مراجعة. يقول الإجماع النقدي للموقع: «[الفيلم] مزيجٌ ترفيهي من الفكاهة ... شازام! هو فيلم خارق لا يَنسى أبدًا القوة الحقيقية لهذا النوع: تحقيق الرغبات السعيدة.» فيما نال الموقع على ميتاكريتيك تقييمًا بلغَ 71 من أصل 100 بناءً على 53 منتقدًا مما يُشير إلى «مراجعة إيجابيّة بشكل عام». أعطى الجمهور الذين استُطلعت آراؤهم من قِبل سينماسكور الفيلم درجة "A" على مقياس A + إلى F ، وأعطى الجمهور في بوست تراك للفيلم درجة إيجابية إجمالية قدرها 83٪.
قالَ نيك ألين من روجر إيبرت دوت كوم أن الفيلم كان رائعًا، وهو نفسه ما أكّده فرانك شيك من هوليوود ريبورتر الذي وامتدح النغمة والعروض. كتب ألونسو دورالدي من ذا راب: «إذا كانت أفلام ووندر وومن و أكوا مان تمثل أولى خطوات دي سي كوميكس على الشاشة الكبيرة بعيدًا عن أفلام زاك سنايدر فإن شازام! يأخذنا بعمق إلى الألوان الأساسية في إطار واحد ... هذا الإدخال الجديد لدي سي تميز بخفة جميلة سواء في المرئيات أو في نغمته.»
أعطى إغناتي من إيه. في. كلوب تقييمًا من فئة بي أو باء وقال: «... في حين أن قصة بطل شديد القوة يرتفع لتحدي شرير أحادي البعد قد يبدو مثالًا بسيطًا، فشازام! لا يزال فيلمًا ضخمًا في العصر الحديث ، مثقلًا بقصص خلفية لكل من البطل والشرير والنصوص الفرعية التي لا يُمكن التعبير عنها بالكامل.» تبع ذلك المنشور مزيدًا من الاهتمام بالذكورة في الفيلم ونوع الأبطال الخارقين عمومًا مع التركيز على انتقال بيلي باتسون من صبي مراهق إلى رجل يتمتع بالسلطة والمسؤولية. أعطى بنجامين لي من الغارديان الفيلم 3/5 نجوم محددًا: «النهاية في حين أنها مكتفية ذاتيًا بشكل مثير للإعجاب وصغيرة الحجم. لقد كانت تصعيد ممل من الذروة التي تقلل بشكل تراكمي التأثير العاطفي المقصود. إنه فيلم في حاجة إلى تعديل أكثر إحكامًا مع نص يحتاج إلى تلميع أكثر حدة.»

### الجوائز
| الجائزة                          | تاريخ الحفل    | الفئة                                | المرشّح/ة         | النتيجة | مرجع            |
| -------------------------------- | -------------- | ------------------------------------ | ---------------- | ------- | --------------- |
| جوائز العرض الدعائي الذهبي       | 29 مايو 2019   | أفضل عمل                             | شزام!            | رُشِّح     | [ 124 ]         |
| جوائز العرض الدعائي الذهبي       | 29 مايو 2019   | أفضل فيلم أكشن                       | شزام!            | رُشِّح     | [ 124 ]         |
| جوائز إم تي في للأفلام           | 17 يونيو 2019  | أفضل أداء كوميدي                     | زكاري ليفي       | رُشِّح     | [ 125 ]         |
| جوائز إم تي في للأفلام           | 17 يونيو 2019  | أفضل بطل                             | زكاري ليفي       | رُشِّح     | [ 125 ]         |
| جوائز ساتورن                     | 13 سبتمبر 2019 | أفضل فيلم كوميدي/فيلم متحرك          |                  | رُشِّح     | [ 126 ]         |
| جوائز ساتورن                     | 13 سبتمبر 2019 | أفضل أداء لممثل واعد                 | آشر أنجل         | رُشِّح     | [ 126 ]         |
| جوائز ساتورن                     | 13 سبتمبر 2019 | أفضل أداء لممثل واعد                 | جاك ديلان جرازر  | رُشِّح     | [ 126 ]         |
| جوائز ساتورن                     | 13 سبتمبر 2019 | أفضل تصميم أزياء                     | ليا بتلر         | رُشِّح     | [ 126 ]         |
| جوائز اختيار المراهقين           | 11 أغسطس 2019  | أفضل غيلم خيال/خيال علمي             |                  | رُشِّح     | [ 127 ]         |
| جوائز اختيار المراهقين           | 11 أغسطس 2019  | أفضل ممثل في فيلم خيال علمي/فانتازيا | زكاري ليفي       | رُشِّح     | [ 127 ]         |
| جوائز اختيار المراهقين           | 11 أغسطس 2019  | أفضل دور شر في فيلم                  | مارك سترونج      | رُشِّح     | [ 127 ]         |
| جوائز اختيار الجمهور             | 10 نوفمبر 2019 | فيلم الحركة الأفضل لعام 2019         |                  | رُشِّح     | [ 128 ]         |
| جوائز السينما والتلفزيون الوطنية | 3 ديسمبر 2019  | أفضل كوميديا                         | ديفيد ف. ساندبرج | فوز     | [ 129 ] [ 130 ] |

## ما بعد
أفاد ذا راب في 8 أبريل 2019 أن نيو لاين سينما كانت تطور تكملة مع عودة هنري جايدن لكتابة الفيلم جنبًا إلى جنب مع ديفيد إف ساندبرج وإنتاج بيتر سافران. في ديسمبر 2019، أعلنت نيو لاين سينما أن التتمة ستصدر في 1 أبريل 2022. ومع ذلك في 20 أبريل 2020 أُعلن عن تأجيل الفيلم إلى 4 نوفمبر 2022 بسبب جائحة فيروس كورونا 2019–20. سيتمُّ تحديد تاريخ الإصدار المقصود بواسطة ذا ماتريكس 4. كُشف في دي سي فاندوم في أغسطس 2020 عن أن التتمة ستكون بعنوان شازام! غضب الآلهة. تم تأجيل موعد الإصدار في أكتوبر 2020 إلى 2 يونيو 2023.

## وصلات خارجية
- شازام! على موقع IMDb (الإنجليزية)
- شازام! على موقع ميتاكريتيك (الإنجليزية)
- شازام! على موقع روتن توميتوز (الإنجليزية)
- شازام! على موقع نتفليكس (الإنجليزية)
- شازام! على موقع قاعدة بيانات الأفلام العربية
- شازام! على موقع ألو سيني (الفرنسية)
- شازام! على موقع Turner Classic Movies (الإنجليزية)
- شازام! على موقع أول موفي (الإنجليزية)
- شازام! على موقع بوكس أوفيس موجو (الإنجليزية)
- شازام! على موقع فيلمافينيتي (الإسبانية)